# 察伦多夫
察伦多夫是德国梅克伦堡-前波美拉尼亚州的一个市镇。总面积4.64平方公里，总人口1049人，其中男性550人，女性499人（2011年12月31日），人口密度226人/平方公里。